# Kvardián
Kvardián nebo také guardián (z italského guardia čili stráž) je františkánský představený v pozici představeného kláštera či mezistupně mezi představenými klášterů a jejich provinciálem.

## Charakteristika
Post kvardiána zavedl sv. František z Assisi a používají ho františkáni všech tří větví (observanti, minorité i kapucíni), ovšem pozice kvardiánů se v jednotlivých františkánských proudech poněkud liší.   